# Писаревский сельский совет (Синельниковский район)
Писаревский сельский совет (укр. Писарівська сільська рада) — входит в состав
Синельниковского района
Днепропетровской области
Украины.
Административный центр сельского совета находится в селе Писаревка.

## Населённые пункты совета
- с. Писаревка
- с. Зелёный Гай
- с. Марьевка
- с. Новоилларионовское
- с. Пристень